# Barcelona, noche de invierno
Barcelona, noche de invierno es una comedia romántica española dirigida por Dani de la Orden estrenada en 2015. Se trata de la secuela de Barcelona, noche de verano. La película vuelve a narrar seis historias de amor sucedidas en la ciudad de Barcelona, pero esta vez, durante la mágica noche de Reyes.

## Sinopsis
Seis historias de amor entrecruzadas que suceden durante la noche de Reyes en Barcelona. Por un lado una pareja de ancianas que deciden salir del armario para sorpresa de su familia. Por otro lado, unos padres primerizos que no pasan por su mejor momento como pareja. En la cabalgata de Reyes el Rey Melchor salta de la carroza en busca de un amor de juventud, y dos jóvenes se conocen en un bar sin intención de enamorarse. Por último dos amigos luchan por conseguir ligarse a una repartidora.

## Reparto
| Intérprete         | Personaje               |
| ------------------ | ----------------------- |
| David Bagés        | Francesc                |
| Asunción Balaguer  | Julia                   |
| Artur Busquets     | Ángel                   |
| Montserrat Carulla | Carme                   |
| Laura de la Isla   | Anna                    |
| José Corbacho      | Ernest, jefe de Anna    |
| Andrea Compton     | Lola                    |
| Aina Clotet        | Sílvia                  |
| Miki Esparbé       | Carles                  |
| Abel Folk          | Enric                   |
| Fanny Gautier      | Dona Francesa           |
| David Guapo        | Curro                   |
| Alexandra Jiménez  | Alba                    |
| Antón Lofer        | Sergio                  |
| Vicky Luengo       | Olga                    |
| Roger Martín       | Albert, hijo de José    |
| Àlex Maruny        | Óscar                   |
| Àlex Monner        | Jordi                   |
| Jordi Pérez        | Josep                   |
| Yolanda Ramos      | Rosa                    |
| Alberto San Juan   | Miguel                  |
| Tina Sáinz         | Madre de Laura          |
| Berto Romero       | Manel                   |
| Fermí Reixach      | Jaume                   |
| Bárbara Santa-Cruz | Laura                   |
| Bernat Saumell     | Oriol                   |
| Clara Segura       | Fina                    |
| Cristian Valencia  | Adrián                  |
| Enric Auquer       | Tècnico                 |
| Montse Alcoverro   | Señora Tortell          |
| Laura Yuste        | Berta                   |
| Mariano Venancio   | Padre de Laura          |
| Carme Capdet       | Señora Vestuario        |
| Cesc Casanovas     | Churrero                |
| Ruth Llopis        | Montse, Esposa de Manel |
| Queco Novell       | Eduard, Marido de Fina  |
| Albert Pérez       | Encargado Bar Silken    |
| Carla Schilt       | Clara, hija de Manel    |
| Mariona Schilt     | Mariona, hija de Manel  |
| Alicia Verdés      | Recepcionista Hotel     |
| Christian Salvador | Marido Mujer Francesa   |
| Alfred Pallas      | Recepcionista Hotel     |
| Alfredo López      | Paje de la Cabalgata    |
| Albert Batlle      | Chico                   |
| Daniel Vancell     | Chico Fiesta            |
| Esther Cuspinera   | Azafata Portal 33       |
| Francesca Marsà    | Sra. Tienda de Juguetes |
| Gemma Rafecas      | Chica                   |
| Joan Serrats       | Agente de Seguridad     |
| Manuel Polo        | Home Barbut             |
| Marc Andurell      | Chico                   |
| Marina Botí        | Chica                   |
| Martha Carbonell   | Mujer Playa             |
| Oscar Ramos        | Agente de Seguridad     |
| Víctor Maldonado   | Recepcionista Hotel     |
| Vincent Damman     | Chico en Bicicleta      |
| Leticia Dolera     | Cecile                  |
| Fanny Marsà        | Sra. Tienda de Juguetes |
| Ricard Méndez      | Público Cabalgata       |
| PlayCacao          | Extra                   |
| Oscar Dorta        | Paje                    |
| Nathalie Legosles  | Policía                 |

## Banda sonora
Al igual que la primera película, la banda sonora de Barcelona, noche de invierno ha estado a cargo del músico catalán Joan Dausà.
| Banda sonora de "Barcelona Noche de Invierno" |                                                      |          |  |
| N.º                                           | Título                                               | Duración |  |
| 1.                                            | «Nit de Reis»                                        | 5:01     |  |
| 2.                                            | «La carta»                                           | 0:42     |  |
| 3.                                            | «Andrea, Ya Nada Puede Ser»                          | 4:35     |  |
| 4.                                            | «Aeroport»                                           | 2:23     |  |
| 5.                                            | «Que Plogui»                                         | 4:11     |  |
| 6.                                            | «Vida»                                               | 2:29     |  |
| 7.                                            | «Hotel»                                              | 1:12     |  |
| 8.                                            | «Que Sigui Avui»                                     | 4:07     |  |
| 9.                                            | «Si Et Despertes»                                    | 4:03     |  |
| 10.                                           | «Calma»                                              | 2:45     |  |
| 11.                                           | «No Vull Anar a Dormir»                              | 4:46     |  |
| 12.                                           | «Final»                                              | 2:46     |  |
| 13.                                           | «Que Plogui - Acústico»                              | 1:20     |  |
| 14.                                           | «Andrea, Ya Nada Puede Ser» (feat. Alberto San Juan) | 4:36     |  |
| 45:04                                         |                                                      |          |  |

## Premios

### Premios Gaudí
| Año  | Categoría                         | Nominados                                | Resultado | Referencia  |
| ---- | --------------------------------- | ---------------------------------------- | --------- | ----------- |
| 2016 | Mejor película en lengua catalana | Barcelona, noche de invierno             | Nominada  | [ 4 ] [ 5 ] |
| 2016 | Mejor dirección                   | Dani de la Orden                         | Nominado  | [ 4 ] [ 5 ] |
| 2016 | Mejor Guion                       | Eduard Sola Daniel González Eric Navarro | Nominados | [ 4 ] [ 5 ] |
| 2016 | Mejor actriz secundaria           | Aina Clotet                              | Nominadas | [ 4 ] [ 5 ] |
| 2016 | Mejor actriz secundaria           | Clara Segura                             | Nominada  | [ 4 ] [ 5 ] |
| 2016 | Mejor música original             | Joan Dausà                               | Nominado  | [ 4 ] [ 5 ] |
| 2016 | Mejor montaje                     | Alberto Gutiérrez                        | Nominado  | [ 4 ] [ 5 ] |